# Automeris dognini
Automeris dognini é uma espécie de mariposa do gênero Automeris, da família Saturniidae.
Sua ocorrência inicial foi registrada na Colômbia, Villavicencio, próximo a Bogotá.